# Seo Dong-myung
Seo Dong-myung (Samcheok, 4 maart 1974) is een Zuid-Koreaans
voetballer die speelt bij Busan I'Park en hij speelt als doelverdediger. Hij voetbalde bij veel Zuid-Koreaanse clubs, maar zijn beste periode had hij bij Ulsan Hyundai Horang-i. Voor het Zuid-Koreaans voetbalelftal (mannen) nam hij deel aan het WK 1998 en de Olympische Zomerspelen 1996. Tot dusver speelde hij 21 interlands. Hij staat bekend, samen met Lee Woon-jae, als een van de beste keepers die het land ooit gekend heeft.
| seizoen     | club                   | land       | competitie | wed. | goals |
| ----------- | ---------------------- | ---------- | ---------- | ---- | ----- |
| 1996/97     | Ulsan Hyundai Horang-i | Zuid-Korea | K-League   | 7    | 0     |
| 1997/98     | Ulsan Hyundai Horang-i | Zuid-Korea | K-League   | 15   | 0     |
| 1998/99     | Ulsan Hyundai Horang-i | Zuid-Korea | K-League   | 0    | 0     |
| 1999/00     | Ulsan Hyundai Horang-i | Zuid-Korea | K-League   | 0    | 0     |
| 2000/01     | Jeonbuk Hyundai Motors | Zuid-Korea | K-League   | 30   | 0     |
| 2001/02     | Jeonbuk Hyundai Motors | Zuid-Korea | K-League   | 27   | 0     |
| 2002/03     | Ulsan Hyundai Horang-i | Zuid-Korea | K-League   | 26   | 0     |
| 2003/04     | Ulsan Hyundai Horang-i | Zuid-Korea | K-League   | 42   | 0     |
| 2004/05     | Ulsan Hyundai Horang-i | Zuid-Korea | K-League   | 24   | 0     |
| 2005/06     | Ulsan Hyundai Horang-i | Zuid-Korea | K-League   | 24   | 0     |
| 2006/07     | Ulsan Hyundai Horang-i | Zuid-Korea | K-League   | 8    | 0     |
| 2007/08     | Busan I'Park           | Zuid-Korea | K-League   | 7    | 0     |
| Bijgewerkt: | 07-11-2007             |            | Totaal     | 210  | 0     |

- International Standard Name Identifier: 0000 0004 6426 0610
- Virtual International Authority File: 475144928068954341195